# Kurtamyšskij rajon
Il Kurtamyšskij rajon (in russo Куртамышский район?) è un rajon dell'Oblast' di Kurgan, nel Bassopiano della Siberia occidentale.